# Acronicta cerasi
Acronicta cerasi là một loài bướm đêm trong họ Noctuidae.